# سبستيان سكوبان
سبستيان سكوبان (بالألمانية: Sebastian Schuppan)‏ (18 يوليو 1986 بلاوخهامر في ألمانيا - ) هو لاعب كرة قدم ألماني في مركز الوسط. لعب مع أرمينيا بيليفيلد وإنيرجي كوتبوس وبادربورن 07 ودينامو دريسدن.

## وصلات خارجية
- سبستيان سكوبان على موقع قاعدة بيانات كرة القدم.إي يو (الإنجليزية)
- سبستيان سكوبان على موقع بيانات كرة القدم. دي إي (الألمانية)
- سبستيان سكوبان على موقع Soccerway.com (الإنجليزية)
- سبستيان سكوبان على موقع عالم كرة القدم.نت (الإنجليزية)